# Michal Bernard Mandel
Michal Bernard Mandel, také Mandl, Mändl, Mendl (1659/1660 Praha – 23. dubna 1711 Salcburk) byl rakouský barokní sochař českého původu, činný převážně v Salcburku.

## Život

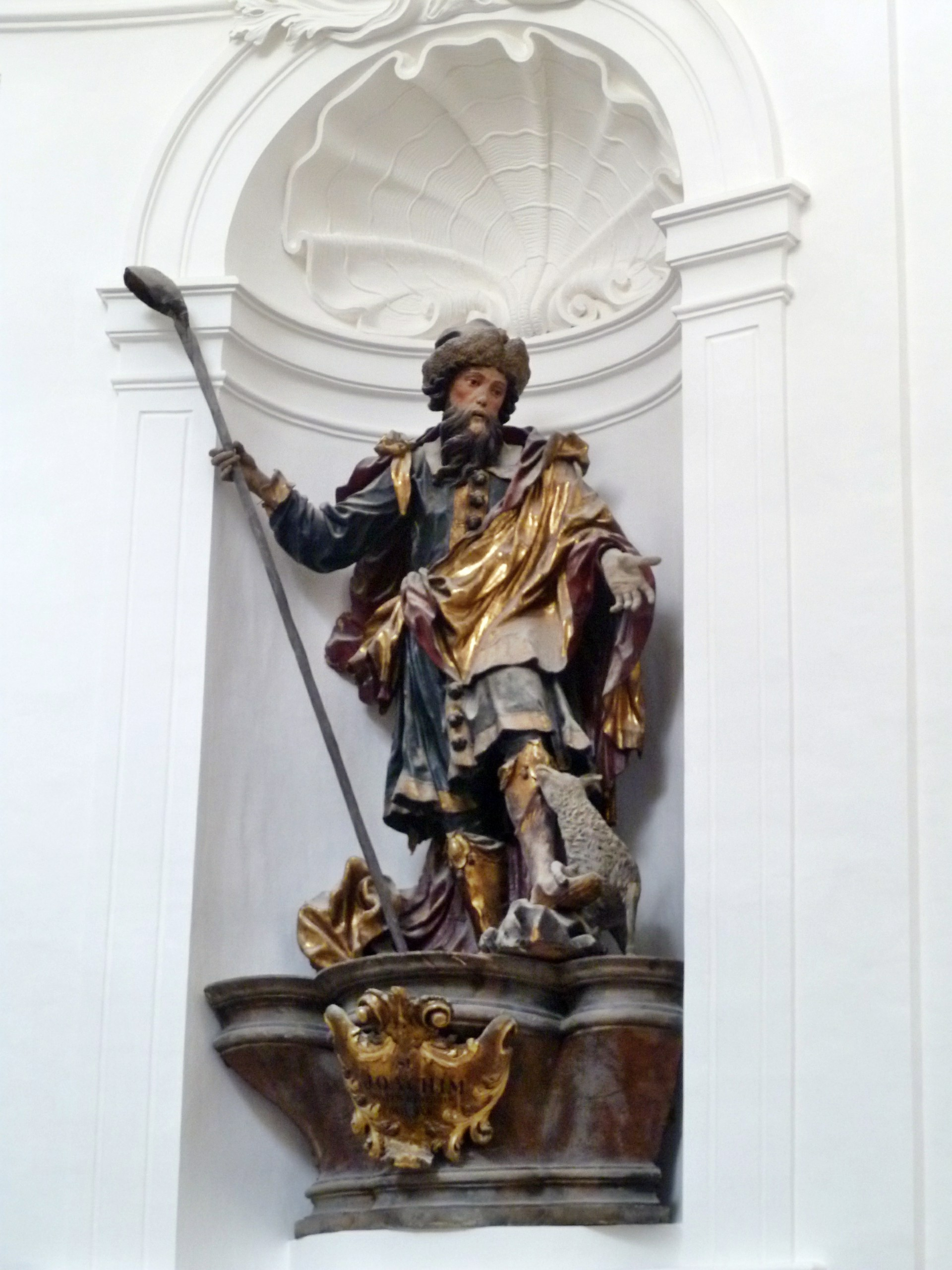
Socha sv. Jáchyma, kolegiátní kostel, Salcburk

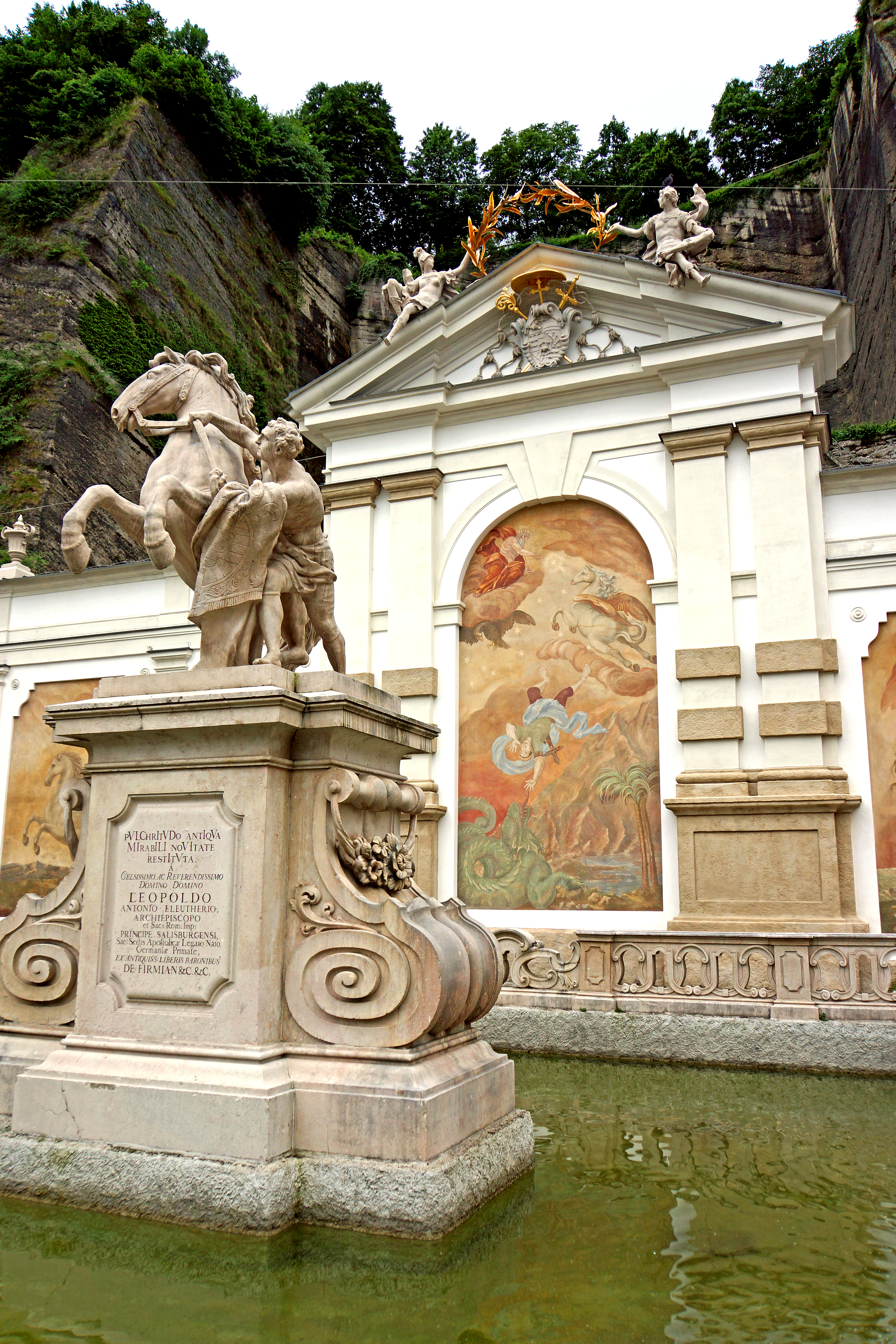
Plavení koní, zámek Mirabell, Salcburk

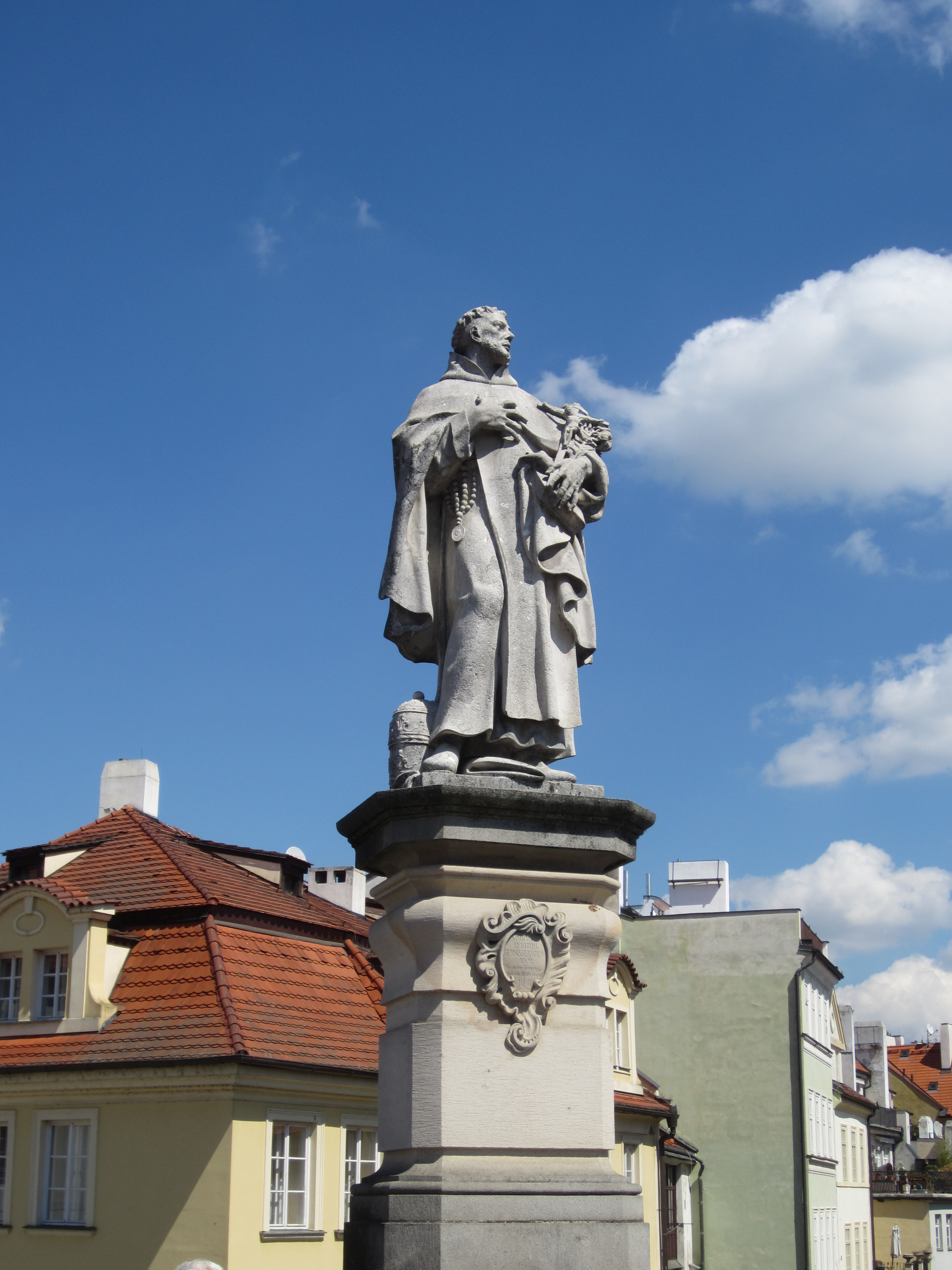
Sv. Filip Benicius, Karlův most

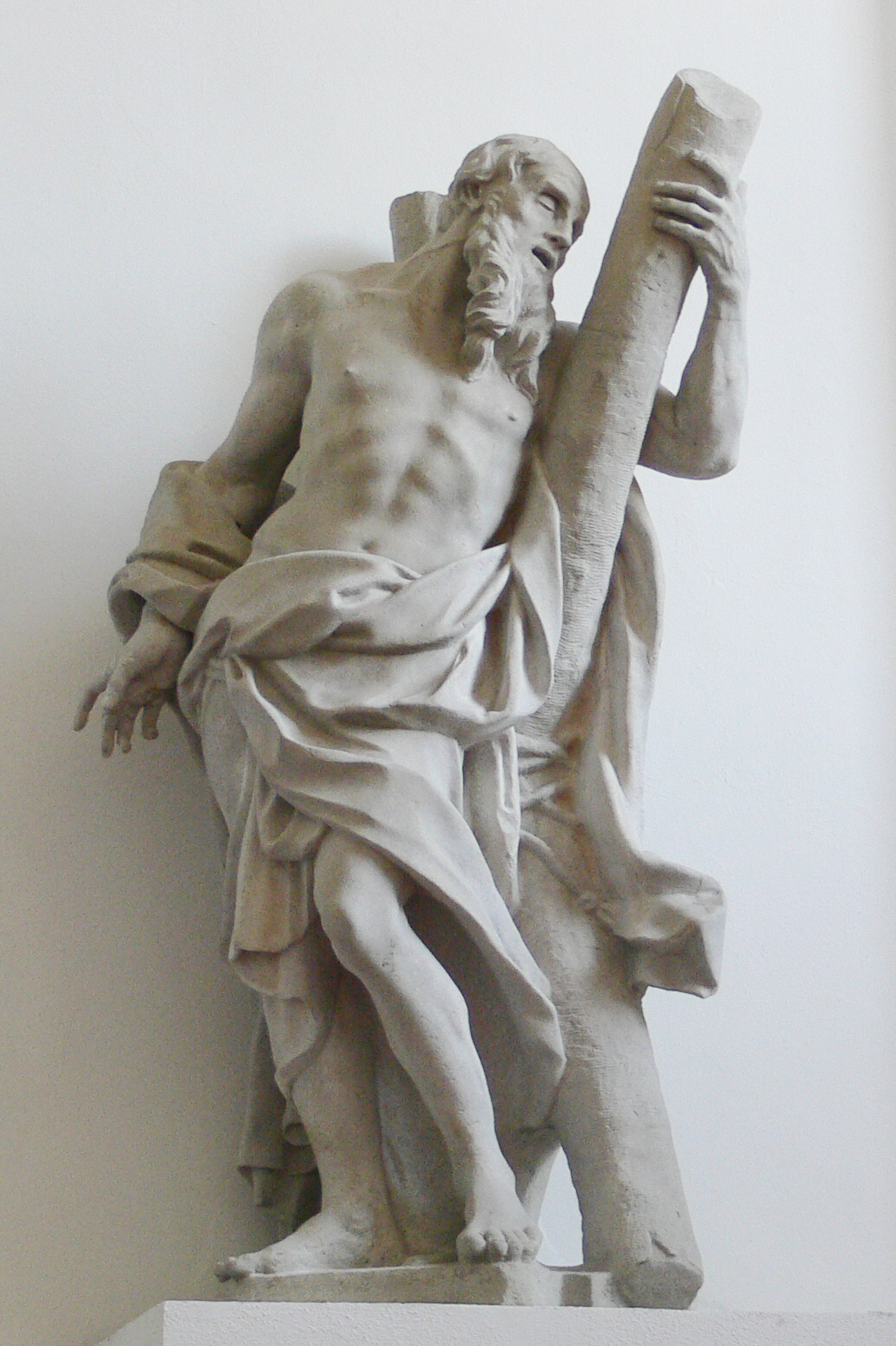
Sv. Ondřej, Andräkirche Salcburk

Odborná literatura se shoduje, že Mandel pocházel z Prahy, kde si osvojil pražský sochařský rukopis, než pokračoval ve studiu do Itálie, pravděpodobně do Benátek a Říma, protože vzory italského baroka převzal. Koncem 80. let 17. století se M. usadil v Salcburku. Roku 1690 se oženil s dcerou kamenosochaře Andrease Götzingera, z toho se usuzuje, že patřil do Götzingerovy dílny. Od roku 1694 vedl vlastní dílnu, podepisoval své autorské smlouvy a najímal si asistenty.
Kromě několika bozzett se dříve známé dílo M. skládalo z monumentálních kamenných plastik, které často dotvářely architekturu Jana Bernarda Fischera z Erlachu a jejich objednavatelem byl salcburský kníže arcibiskup Jan Arnošt z Thun-Hohenštejna. Nejvýznamnější sousoší Plavení koní umístil do parku u koníren, symbolizuje samotného arcibiskupa, zosobněného antickým Bukefalem Alexandra Velikého. V okruhu salcburského arcibiskupství Mandel tesal náhrobky, sochařskou dekoraci kašen, zahradní plastiky, erby, heraldické figury zvířat a oltářní sochy. Obvykle užíval bílý mramor z lomů v okolí Salcburku, méně často dělal dřevořezby s polychromií.
Významné figurální plastiky se dochovaly na fasádě kostela Nejsvětější Trojice (1699–1700) a kolegiálního kostela (1705–1708). K posledním Mandelovým zakázkám patřila objednávka sochy představeného řádu servitů sv. Filipa Benicia pro Karlův most, zadaná pražskými servity a placená knížetem Janem Adamem I. z Lichtenštejna, jehož erb je na soklu. Dochovaný hliněný model vznikl roku 1711, ale v dubnu téhož roku Mandel zemřel, nejspíše jako většina kameníků na silikózu. Vytesání sochy v nadživotní velikosti z bílého alpského mramoru pravděpodobně proběhlo v Mandlově dílně, okolnosti ani letopočet nejsou známy. Osazení sochy na most na podstavec z českého pískovce mělo zpoždění tří let. Mandel již do něho nemohl zasáhnout.
Mandel je literaturou hodnocen jako nejvýznamnější barokní sochař v Salcburku. Učil se u něj například Matyáš Bernard Braun. Jeho hlavní díla se brzy stala tak slavnými, že byla kopírována. Johann Anton Pfaffinger vytvořil kopie soch sv. Petra a Pavla pro klášter v Seitenstettenu a pro kostel Sv. Petra v Salcburku. Princ Evžen Savojský si objednal kopii Mandlova sousoší Plavení koní.

## Výběr z díla
- Plavení koní, Salcburk, jezírko u koníren zámku Mirabell, Salcburk, 1692–1693
- Dva šermíři (atleti), zahrada zámku Mirabell, Salcburk
- Čtyři alegorické sochy teologických ctností (Víra, Láska, Naděje a Boží moudrost) na atice, Čtyři andělé na bočních oltářích; kostel Nejsvětější Trojice, Salcburk, 1700–1702
- Sochy světců a světic, v nikách kolegiátního kostela Nanebevzetí P. Marie v Salcburku
- Socha sv. Ondřeje, kaple kostela sv. Ondřeje, Salcburk
- Bozzetto sochy sv. Filipa Benicia pro Karlův most, pálená hlína, Museum Carolino Augusteum, Salcburk, 1711[5]
- Dvojice andělů, oltář zámecké kaple, Tittmoning, kolem 1693–1694
- Skupina Zvěstování, Trojiční sloup, Straubing, 1708–1709